# Поєнарі (Арад)
Поєнарі (рум. Poienari) — село у повіті Арад в Румунії. Входить до складу комуни Хелмаджу.
Село розташоване на відстані 338 км на північний захід від Бухареста, 99 км на схід від Арада, 97 км на південний захід від Клуж-Напоки, 118 км на північний схід від Тімішоари.

## Населення
За даними перепису населення 2002 року у селі проживали 253 особи, з них 252 особи (99,6%) румунів. Рідною мовою 252 особи (99,6%) назвали румунську.